# 坚黄杞属
坚黄杞属（学名：Oreomunnea）为胡桃科的一个属，分布于墨西哥及中美洲。

## 下属物种
本属包括以下物种：
- Oreomunnea mexicana (Standl.) Leroy
- Oreomunnea munchiquensis Lozano & F.González
- 楓桃 Oreomunnea pterocarpa Oerst.